# 레오나르도 브루니

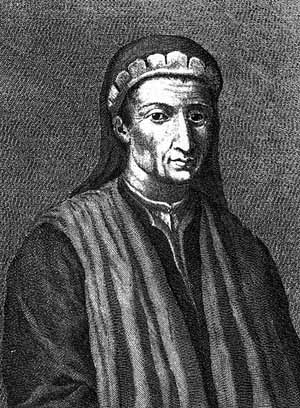
레오나르도 브루니

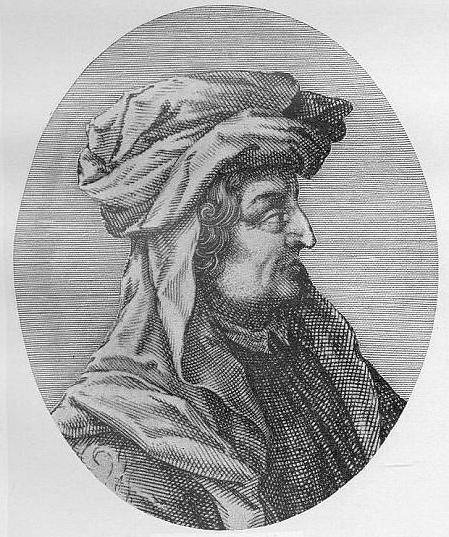
레오나르도 브루니, 테오도르 드 브라이에 의해 판화

레오나르도 브루니(Leonardo Bruni, 1370~1444)는 이탈리아 피렌체 공화국의 인문주의자, 역사학자, 정치인이다. 
브루니는 1370년 이탈리아 토스카나 지방의 작은 도시 아레초에서 태어났다. 콜루초 살루타티가 이끌었던 플라톤 아카데미에서 인문주의의 세례를 받고 자라난 그는 피렌체 공화국 서기장으로 재직하면서 공동체에 대한 기여와 덕성을 강조하는 새로운 인문주의를 주창하고, 역사를 빌려 피렌체 공화국의 정치 체제를 옹호하는 여러 편의 논고를 발표했다. 그 덕분에 그는 최초의 현대 사학자라고 불린다. 《피렌체 찬가》(1401), 《새로운 키케로》(1414), 《1차 포에니 전쟁 주해》(1414?), 《피렌체 시민사》(전12권) 등의 저술이 있다. 
브루니는 금욕적 자기 수행(명상적 삶)을 찬양했던 프란체스코 페트라르카의 인문주의를 넘어서 고대 그리스, 로마의 인문주의 사상을 당대 현실 정치와 시민의 미덕 함양에 적극적으로 적용해야 한다고 주장했다. 그는 개인의 사적 권리보다 공동체적 덕성을 강조했으며, 안으로는 시민들의 정치 참여를 독려하고, 밖으로는 피렌체 독립과 자유를 부르짖었다. 그 때문에 브루니는 르네상스 초기 최고의 시민적 인문주의이자 공화주의 정치사상가로 자리 잡았다. 그의 사상은 니콜로 마키아벨리, 프란체스코 구이차르디니 등 후대 정치학자에게 큰 영향력을 주었다. 
“불멸의 신이여, 이제부터 제가 이야기하려는 이 도시, 피렌체의 영광에 필적할 만한 웅변력을 제게 주소서. 그것이 허락되지 않는다면, 적어도 이 도시를 찬양하는데 필요한 열정과 희망만이라도 제게 주소서. (중략) 어느 누구도 이 도시보다 더욱 빛나고 영광스러운 곳을 이 세상 어디에서도 발견할 수 없을 것입니다.”
《피렌체 찬가》의 첫머리이다. 이 책은 브루니 사상이 본격적으로 펼쳐진 최초의 저작으로, 역사에 대한 새로운 인식을 바탕으로 피렌체의 아름다움을 시민적 인문주의, 공화주의 정치 이념, 공민적 윤리 의식으로 풀어낸 책이다. 14세기 말 밀라노 공작 잔 갈레아초 비스콘티의 공격을 받아 피렌체 공화국의 존립이 위태로웠을 때, 브루니는 주민 자치와 독립, 자유와 이성에 바탕을 둔 새로운 시민 이념의 필요성을 느꼈다. 그는 밀라노와 맞서는 피렌체의 투쟁을 “전제정의 극단적 야심과 지배욕, 제국을 확장하려는 갈망”에 맞서 “자유를 수호하기 위해” 일어선 영예로운 일이라고 주장하면서, 아테네 웅변가 아리스테네스의 《아테네 찬가》를 본떠 이 책을 지었다.  
“피렌체야말로 최고의 원리에 따라 창조된 도시”이고, “피렌체인이 지닌 천부적인 능력, 사리 분별력, 우아함, 고귀함은 다른 어떤 사람들과도 비교될 수 없다.” 이처럼 브루니는 이 책을 통해 피렌체 자연 환경의 우수성,  로마 공화국의 전통을 이으려 분투했던 선조들의 노고, 피렌체를 문화 예술의 요람으로 거듭나게 한 메디치가의 노력 등을 소개하고 있다. 
이 책에서 브루니는 평등을 자유의 기본 요소로 여기고, 이를 정치적 평등과 통합하려 했던 키케로 사상을 이어받아 '법 앞의 평등'이라는 이념을 제시한다. ″세상 어느 곳에서도 피렌체보다 더 자유가 생기 있게 자랄 수 없으며, 그 어느 곳에서도 가난한 자와 부유한 자가 이곳보다 더 동등하게 대우받을 수 없습니다. (중략) 힘 있는 자들이 부와 지위를 악용해 약자를 위협하거나 경멸할 경우, 피렌체에서는 정부가 개입해 약자를 보호하고 가난한 자보다 부유한 이들에게 더 많은 벌을 부과함으로써 약자와 그들의 재산을 보호하기 때문입니다.‘’. 이는 현대 정치 사상 발전에 획기적 영향을 끼쳤다. 
브루니는 최초로 근대 역사학의 면모를 보여준 것으로도 잘 알려져 있다. 《피렌체 시민사》에서 그는 다양한 사료를 섭렵해서 비판적으로 분석하고, 이를 자기 관점에 맞추어 선택하고 조합해서 역사를 서술하는 방법을 보여주었다. “길게 연결된 내러티브, 개별 사건들에 대한 인과적 해석, 모든 주제에 대한 역사가의 판단과 그에 대한 공적 표현 등”이 한데 어울러질 때 올바른 역사 서술이 될 수 있다는 것이다. 그의 역사 서술에는 합리적, 비판적 방법론과 함께 당대 피렌체의 정치 현안에 대한 성찰과 그에 대한 대안을 역사에서 찾으려는 시민의식(당파성)이 담겨 있다. 그에게 역사는 “[피렌체가] 자기 시대에 거둔 위대한 업적을 칭송하고, 또 그럼으로써 망각과 운명의 힘으로부터 그것을 구하기” 위한 것이었다. 즉, 그는 현재 속에서, 현재를 위해 어떻게 과거를 재현할 것인가에 깊은 관심을 쏟았다. 이 때문에 무엇보다 당대 유럽의 정치 현실에서 피렌체가 이룬 모든 것, 특히 이 도시의 정치적 경험을 일관된 관점으로 예찬하는 데 힘썼다. 말년에 그는 “역사가 진실을 추구해야 한다면 송가는 진실 너머의 많은 것을 칭송해야 한다”라고 이야기했다. 역사를 근거로 삼아 피렌체 옹호에 나섰던 한 정치가의 솔직한 소회였다.
1427년 두 번째로 피렌체 공화국 서기장이 되었고, 1444년 그가 죽을 때까지 피렌체 외교 문서를 담당했다. 그가 세상을 떠났을 때, 피렌체 시민들은 브루니를 기리면서 석관 명문에 새겼다. “그가 세상을 떠나면서 그리스와 로마의 모든 뮤즈가 흐르는 눈물을 멈출 수 없게 되었고, 지상에선 아름다운 웅변의 이상마저 찾을 수 없게 되었으며, 역사가 비탄에 빠졌다.”